# Brokopondo
Brokopondo er et distrikt i Surinam. Dets hovedstad hedder Brokopondo. Andre byer inkluderer Brownsweg og Kwarkoegron.
Distriktet har en befolkning på 8.340 mennesker og et areal på 7.364 km². Brokopondo-distriktet er hjemsted for et stort vandreservat nær Afobakka (opført mellem 1961 og 1964), som producerer elektricitet af vandkraft, hvilket dækker omkring halvdelen af landets elektriske behov.
Distriktet har flere vandfald. Herunder "Irenefaldene" og "Leofaldene". I Brokopondos regnskov er der store reservater, hvor en forskelligartet vildt holder til.
For nylig har man opdaget guld i Brokopondo-distriktet, hvilket har ført til mange nye bosættere i distriktet. Både fra andre dele af Surinam og fra resten af verden.

## Resorter
Brokopondo er inddelt i 6 resorter (ressorten):
- Brownsweg
- Centrum
- Klaaskreek
- Kwarkoegron
- Marchallkreek
- Sarakreek

4°46′21″N 55°07′46″V / 4.7725°N 55.129444444444°V